# Jacques Leblanc (journaliste)
 (janvier 2013).
Pour les articles homonymes, voir Leblanc et Jacques Leblanc.
Jacques Leblanc, né le 12 mai 1950 à Paris 14e, est un journaliste français Il fonde en 1984 la revue Jukebox magazine.

## Biographie
Jacques Leblanc débute à Best en 1970 puis rejoint Pop 2000 et Maxipop en 1972. Il intègre l’équipe d’Extra en 1973. Il crée Gold et Encyclorock en 1975.
En 1978 il signe deux livres pour Albin Michel-Rock & Folk, sur les Rolling Stones et Pink Floyd ; deux autres pour Grancher-Best sur Lennon-McCartney et, de nouveau, les Stones ; un sur les Hit-Parades des Années 70  chez Didier Carpentier.
Chez Decca, en 1978, il réédite tous les 33 tours des Rolling Stones dans leurs pochettes originales et compile l'album "Collector's Only", regroupant des versions et les faces rares de 45 tours.
Fin 1981, il fonde Eva, label de rééditions de disques des sixties. En mai 1984, il crée la Convention Internationale des Disques de Collection (Cidisc)  et en septembre, il lance le mensuel Jukebox magazine, un argus pour les collectionneurs de disques. Le magazine est considéré par la profession (labels, sites internet, boutiques de collection, lecteurs) comme la référence des collectionneurs[réf. nécessaire]. Il collabore avec son équipe à la conception et à la rédaction de grandes réalisations : intégrales et coffrets (Johnny Hallyday, Eddy Mitchell, Sylvie Vartan, Brigitte Bardot, Claude François, Jacques Dutronc, Ronnie Bird, Vince Taylor...), compilations (Golf Drouot, Salut Les Copains) ; collection Magic Records, etc. Juke Box Magazine publie également chaque trimestre des hors séries à thème (Argus, Les Années Radio, Johnny Hallyday, Mylène Farmer, Elvis Presley, Eddy Mitchell, Gene Vincent, Les Années Rock & Twist 1960-64, Sheila, Beatles, Rolling Stones, etc.)